# 普雷旺谢尔
普雷旺谢尔（法語：Prévenchères，法語發音：[pʁevɑ̃ʃɛʁ]）是法国洛泽尔省的一个市镇，属于芒德区。

## 地理
普雷旺谢尔（44°31'17"N, 3°54'35"E）面积62.75 平方千米，位于法国奧克西塔尼大區洛泽尔省，该省份为法国南部内陆省份，北起上盧瓦爾省和康塔爾省，西接阿韦龙省，南至加尔省，东临阿尔代什省。
与普雷旺谢尔接壤的市镇（或旧市镇、城区）包括：蒙塞尔格、皮耶德博尔讷、维勒福尔、普尔沙雷斯、阿尔捷、皮洛朗堡、圣洛朗莱班-拉瓦勒多雷勒、蒙洛泽尔埃古莱。

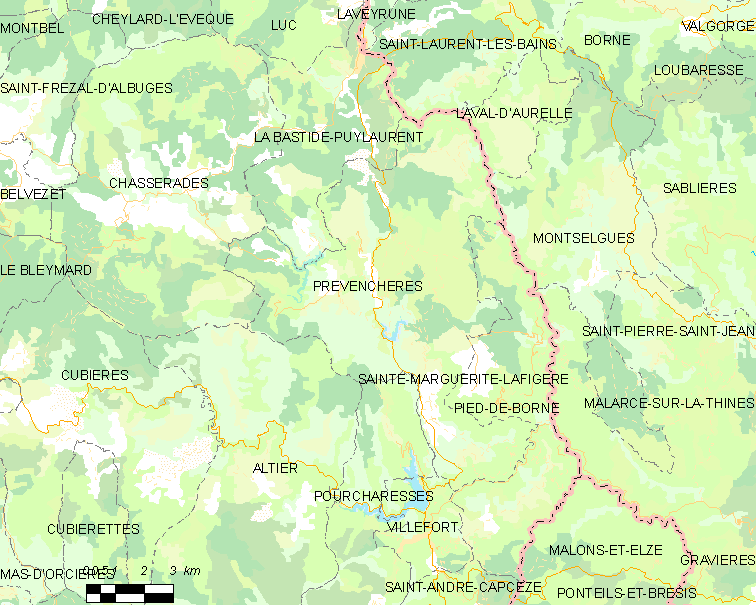
普雷旺谢尔的OSM定位图

普雷旺谢尔的时区为UTC+01:00、UTC+02:00（夏令时）。

## 行政
普雷旺谢尔的邮政编码为48800，INSEE市镇编码为48119。

## 政治
普雷旺谢尔所属的省级选区为圣艾蒂安-迪瓦尔多内县。

## 人口

1962-2008年间普雷旺谢尔人口变化图示

普雷旺谢尔于2022年1月1日时的人口数量为270人。